# USS LST-716
O USS LST-716 foi um navio de guerra norte-americano da classe LST que operou durante a Segunda Guerra Mundial.